# 앤 프란신
앤 프란신(Anne Francine, 1917년 8월 8일 ~ 1999년 12월 3일)은 미국의 배우, 가수, 연극 배우, 텔레비전 배우, 영화배우이다.
애틀랜틱시티에서 태어났으며 뉴런던에서 사망하였다. 사인은 뇌졸중이다.

## 영화
- 크로커다일 던디 (1986년)
- 세비지스 (1972년)
- 영혼의 줄리에타 (1965년)